# La Fille du Tambour-major
La fille du tambour-major (título original en francés; en español, La hija del tambor mayor) es una opereta en tres actos, con música de Jacques Offenbach y libreto de Alfred Duru y Henri Charles Chivot. Se estrenó en el Théâtre des Folies-Dramatiques de París el 13 de diciembre de 1879.	
Actualmente, es una ópera muy poco representada. En las estadísticas de Operabase aparece con sólo 2 representaciones en el período 2005-2010.